# Meiko Kaji
Meiko Kaji (梶 芽衣子, Kaji Meiko) (Chiyoda, Tòquio, 24 de març de 1947) és una actriu de cine i cantant enka japonesa. El seu nom vertader és Masako Ohta.

## Filmografia parcial
- Kenkyaku shôbai: Haru no arashi (2008)
- Hasshû mawari kuwayama jûbei (2007)
- Nogaremono orin (2006)
- Anata no tonari ni dare ka iru (2003) Shimako Matsumoto
- Kaseifu wa mita! 21 (2003) Mayumi Hirao
- Kenkaku shôbai (1998)
- Onihei hankachô (1995)
- Onihei hankachô (1989) Omasa
- Aoi sanmyaku '88 (1988) Umetaro
- Tantei Kamizu Kyôsuke no satsujin suiri 8: Izu Shimoda-kaigan ni akai satsui ga hashiru (1988) Shôko Hamano.
- Rakuyôju (1986)
- Kodomo no koro senso ga atta (1986) Futae
- Sutaa tanjô (1985)
- Aoi hitomi no seiraifu (1984)
- Kaseifu wa mita! 2 (1984)
- Sorekara no Musashi (1981)
- Warui yatsura (1980) Chise Fujishima
- Sonezaki shinju (1978) Ohatsu
- Fushoku no kôzô (1977)
- Daichi no komoriuta (1976)
- Tsuma to onna no aida (1976) Eiko Maeda.
- Yakuza no hakaba: Kuchinashi no hana (1975) Keiko.
- Shin jingi naki tatakai: Kumicho no kubi (1975).
- Dômyaku rettô (1975) Fumiko
- Shura-yuki-hime: Urami Renga (1974) Shurayuki-hime (Yuki Kashima).
- Jinzu burusu: Asu naki furaiha (1974) Hijiriko.
- Yadonashi (1974)
- Joshû sasori: 701-gô urami-bushi (1973) Nami Matsushima (The Scorpion).
- Gendai ninkyô-shi (1973) Katsuko Niki.
- Joshuu sasori: Kemono-beya (1973) Nami Matsushima (Sasori).
- Hiroshima shitô hen (1973) Yasuko
- Shurayukihime (1973) Yuki Kashima (Shurayuki-hime).
- Joshuu sasori: Dai-41 zakkyo-bô (1972) Matsu (Sasori).
- Joshuu 701-gô: Sasori (1972) Nami Matsushima (aka Matsu the Scorpion).
- Kôya no surônin (1972) Ofumi
- Gincho nagaremono mesuneko bakuchi (1972)
- Nora-neko rokku: Bôsô shudan '71 (1971) Furiko
- Gincho wataridori (1971) Nami
- Kaidan nobori ryu (1970) Akemi Tachibana
- Nora-neko rokku: Wairudo janbo (1970)
- Hangyaku no Melody (1970)
- Shinjuku outlaw: Buttobase (1970)
- Nora-neko rokku: Onna banchô (1970)
- Nora-neko rokku: Mashin animaru (1970) Maya
- Nora-neko rokku: Sekkusu hanta (1970) Mako
- Zankoku onna rinchi (1969)
- Bakuto hyakunin (1969)
- Shima wa moratta (1968) Saeko
- 1968 Â Himeyuri no Tô (1968) Tsuru Shimabukuro.
- Daikanbu - burai (1968) Keiko Asami
- Ketto (1968) Yukiya Bando
- Hana o kuu mushi (1967) Taeko Saimura

### Amb el nom de Masako Ohta
- Zesshô (1966) Mihoko
- Namida kun sayonara (1966) Masako
- Seishun a Go-Go (1966) Yuko Muraki
- Arashi o yobu otoko (1966)

## Discografia
Gincyo Wataridori JUL1972 Teichiku CF13
(solo lp)
1."Gincyo Wataridori" 
2."Jingi Komoriuta" 
3."Gincyo Blues" 
4."Koi ni Inochi wo"
5."Hakodate Monogatari" 
6."Inochi no Namida" 
7."Hamabe no Marchen" 
8."Yogiri no Sukina Anata" 
9."Kanashii Egao" 
10."Kokoro Nokori" 
11."Shitto" 
12."Ai heno Kitai"
Hajiki Uta JUN1973 Teichiku CF33
(solo lp)
1."Meiko no Fute-Bushi"
2."Wara no Ue"
3."Onna Somuki Uta"
4."Hidumi Moe" 
5."Onna Kawaki Uta"
6."Onna Hagure Uta" 
7."Hitori Kaze"
8."Onna no Jumon" 
9."Betsuni Douttekoto demo Naishi"
10."Nigori Onna"
11."Kanashiku nai kara Fushiawase"
12."Urami-Bushi"
Yadokari OCT1973 Teichiku CF37
(solo lp)
1."Yadokari" 
2."Rakujitsu" 
3."Watashi Umarete Fushiawase" ")
4."Yamaneko" 
5."Arijigoku" 
6."Kakioki" 
7."Hagure-Bushi" 
8."Ayatori" 
9."Ah" 
10."Aru Deai" 
11."Onna Negai Uta"
12."Kiba no Ballad"
Otoko Onna Kokoro no Aika ABR1974 Teichiku CF48
(solo lp)
1."Acacia no Ame ga Yamu Toki" 
2."Meiko no Yume wa Yoru Hiraku"
3."Onna-Gokoro no Uta"
4."Ginza no Cyo" 
5."Shinjuku Blues" 
6."Kasuba no Onna"
7."Tokyo Nagare-mono" 
8."Uramachi Jinsei"
9."Sake wa Namida ka Tameiki ka"
10."Otoko no Junjo"
11."Ame no Yatai"
12."Shiretoko Ryojo"
Kaji Meiko Best Kayou 16 Teichiku GM-7
(solo lp)
1."Urami-Bushi"
2."Hitori Kaze" 
3."Onna no Jumon"
4."Wara no Ue" 
5."Meiko no Fute-Bushi"
6."Ayatori" 
7."Ah" ("Ah")
8."Yadokari"
9."Jeans Blues"
10."Shura no Hana" 
11."Onna Hagure Uta"
12."Rakujitsu"
13."Kanashiku nai kara Fushiawase"
14."Onna Somuki Uta"
15."Kakioki"
16."Yamaneko"
Golden Star Twin Deluxe MAI1974 Teichiku SL-220/221
(solo lp)
1."Urami-Bushi"
2."Onna Somuki Uta"
3."Onna no Jumon"
4."Wara no Ue"
5."Onna Hagure Uta"
6."Meiko no Fute-Bushi"
7."Acacia no Ame ga Yamu Toki"
8."Meiko no Yume wa Yoru Hiraku"
9."Shiretoko Ryojo" 
10."Tokyo Nagare-mono"
11."Ginza no Cyo"
12."Kasuba no Onna"
13."Jeans Blues"
14."Shura no Hana"
15."Rakujitsu"
16."Yamaneko"
17."Kakioki"
18."Yadokari"
19."Female Prisoner #701 Scorpion" soundtrack digest
Sareyo Sareyo Kanashimi no Shirabe NOV1974 Teichiku CF58
(lp & cd)
1."Atarashii Hibi"[instrumental]
2."Fune ni Yurarete"
3."Fushigi ne"
4."Utsuro na Kaze no Aru Hi"
5."Wakare-Banashi Nanka"
6."Ame no Yoru Anata wa"
7."Kono Atarashii Asa ni"
8."Minami Kaze"
9."Tabi"[narration]
10."Asa no Kanjo"
11."Nanoka Kan" [narration]
12."Toritomenai Omoi"
13."Genki yo" [narration]
Kyou no Waga Mi wa DES1975 Polydor MR2281
(lp & cd)
1."Kyou no Waga Mi wa" [instrumental]
2."Hotaru no Hashi"
3."Akane Gumo" 
4."Shiranu Kao"
5."Tamoto ni Haru-Kaze"
6."Watashi no Iihito"
7."Shinsai Mae"
8."Imasara Nante Shikaranaide Kudasai - Koibumi"
9."Sabishiki Yuube"
10."Umi-Hozuki"
11."Higure Michi"
12."Meinichi"
13."Kyou no Waga Mi wa"
Akane Gumo AGO1978 Polydor MR3134
(solo lp)
2."Nokori-Bi"
3."Hotaru no Hashi"
4."Fukuro-kouji Sanban-cyo"
5."Hoshii Mono wa"
6."Meinichi"
7."Kage no Sumika"
8."ZigZag Moyou"
9."Lady Blue"
10."Motomachi Chanson"
11."Tabidachi" 
12."Umi-Hozuki"
Wakare Urami Namida Uta NOV1979 Polydor MR3212
(solo lp)
1."Banka"
2."Nokori-Bi"
3."Meinichi"
4."Hoshii Mono wa"
5."Hiyoke Megane"
6."Akane Gumo"
7."Urami-Bushi"[1979 version]
8."Ichido Dake nara"
9."Zange no Neuchi mo Nai"
10."Mukashi no Namae de Dete imasu"
11."Kurenai Hotel"
12."Nagasaki no Yoru wa Murasaki"
Shuki no Uta OCT1980 Polydor 28MX1017
(solo lp)
1."Shuki no Uta"
2."Michizure"
3."Shinmiri to"
4."Nagasaki wa Ajisai-Moyou no Aishu"
5."Akane Gumo"
6."Urami-Bushi"[1979 version]
7."Funa-Uta"
8."Ah Ii Osake"
9."Naki-Mushi Yowa-Mushi Neon-Mushi"
10."Yume-Oi-Zake"
11."Hatsu-koi Ryukichi-Bushi"
12."Shio-nari no Yado"
Super Value DES2001 Polydor UPCH-8019
(solo cd)
1."Urami-Bushi" [1979 version]
2."Shuki no Uta"
3."Nokori-Bi"
4."Tamoto ni Haru-Kaze"
5."Meinichi"
6."Nagasaki wa Ajisai-Moyou no Aishu"
7."Funa-Uta"
8."Watashi no Iihito"
9."Umi-Hozuki"
10."Hotaru no Hashi"
11."Banka"
12."Akane Gumo"
- Zenkyokushu MAR2004 Teichiku TECE-30463

(solo cd, Best of)
1."Urami-Bushi"
2."Onna no Jumon"
3."Shura no Hana"
4."Yadokari"
5."Jeans Blues"
6."Inga-Bana"
7."Gincyo Wataridori"
8."Onna Negai Uta"
9."Betsuni Douttekoto demo Naishi"
10."Shuki no Uta"
11."Akane Gumo"
12."Nokori-Bi"
13."Meinichi"
14."Umi-Hozuki"
15."Fune ni Yurarete"
16."Wakare-Banashi Nanka"
17."Ame no Yoru Anata wa"
18."Minami Kaze"
19."Banka"
20."Meiko no Yume wa Yoru Hiraku"
Onna Wo Yametai/Omoide Biyori Wint TECA-12187
(darrer single) Distribuito 2009/06/24